# Régiment Kastous-Kalinowski
Le régiment Kastous-Kalinowski (en biélorusse : Полк імя Кастуся Каліноўскага, Połk imia Kastusia Kalinoŭskaha ; en ukrainien : Полк імені Кастуся Калиновського, Batal'ïon imeni Kastoussia Kalynovs'koho) est un régiment biélorusse des forces armées de l'Ukraine, formé en mars 2022 par des volontaires biélorusses, en tant que bataillon pour défendre l'Ukraine.
Sa devise est : « D'abord l'Ukraine, puis la Biélorussie. »

## Historique
L'unité est nommée d'après Kastous Kalinowski, personnalité biélorusse du XIXe siècle ayant participé en 1863-1864 au soulèvement de Janvier dans le territoire du Royaume russe de Pologne.
L'unité est engagée lors de l'invasion de l'Ukraine par la Russie en 2022.
Au 5 mars 2022, environ 200 Biélorusses ont rejoint le bataillon.
En avril 2022, environ 1 000 hommes composent ce bataillon. La frontière entre la Biélorussie et l'Ukraine étant contrôlée par des soldats russes, la plupart passent d'abord par d'autres pays comme la Turquie, la Pologne et même la Russie.
Le 13 mars 2022, le bataillon annonce sa première victime, Alexeï Skoble.
Début 2023, il combat les forces russes lors de la bataille de Bakhmout.
Le 15 septembre 2023, le bataillon annonce la libération du village de Klichtchiïvka près de Bakhmout.

## Réactions
La création du bataillon est approuvée par la chef de l'opposition biélorusse Svetlana Tikhanovskaïa qui note que « de plus en plus de Biélorusses s'unissent pour aider les Ukrainiens à défendre leur pays », tandis que le président biélorusse Alexandre Loukachenko, un allié du président russe Vladimir Poutine, a qualifié les volontaires de « citoyens fous ».

## Membres notables
Pavel Shurmei, ancien rameur olympique biélorusse et détenteur du record du monde. Depuis avril 2024, il est le commandant de l'unité.

## Pertes
Le 13 mars 2022, le commandant adjoint du bataillon surnommé « Tour » (de son vrai nom Alexeï Skoble) est tué lors de l'offensive de Kiev, alors que son unité est prise dans une embuscade,.